# غوستافو كيمارايس
غوستافو كيمارايس (بالبرتغالية: Gustavo Guimarães‏) هو لاعب كرة الماء برازيلي، ولد في 24 يناير 1994 في ساو باولو في البرازيل.

## وصلات خارجية
- غوستافو كيمارايس على موقع الاتحاد الدولي للسباحة (الإنجليزية)
- غوستافو كيمارايس على موقع أوليمبيديا (الإنجليزية)
- غوستافو كيمارايس على موقع اللجنة الأولمبية البرازيلية (البرتغالية)